# Townsendia nemacula
Townsendia nemacula là một loài ruồi trong họ Asilidae. Townsendia nemacula được Martin miêu tả năm 1966. Loài này phân bố ở vùng Tân nhiệt đới.